# حديقة واتيرتون-غلاشير الوطنية للسلام

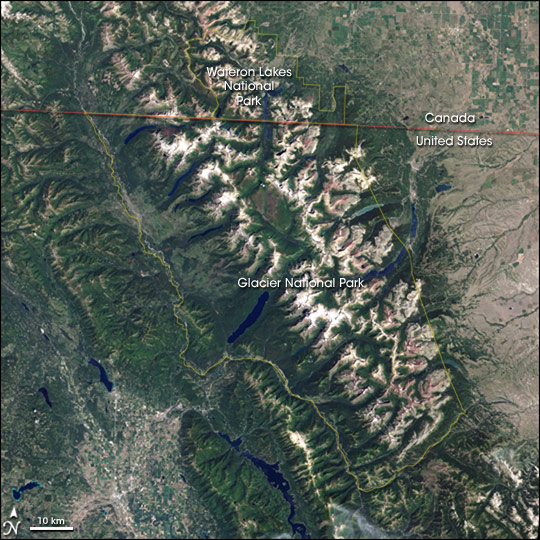
تضاريس حديقة واتيرتون غلاشير الوطنية للسلام.

حديقة واتيرتون-غلاشير الوطنية للسلام (بالإنجليزية: Waterton-Glacier International Peace Park)‏ هي حديقة وطنية تتكون من حديقة بحيرات واترتون الوطنية في كندا وحديقة غلاشير الوطنية في الولايات المتحدة. كلا الحديقتين تعدان من مواقع برنامج الإنسان والمحيط الحيوي ومواقع التراث العالمي.

## معرض صور

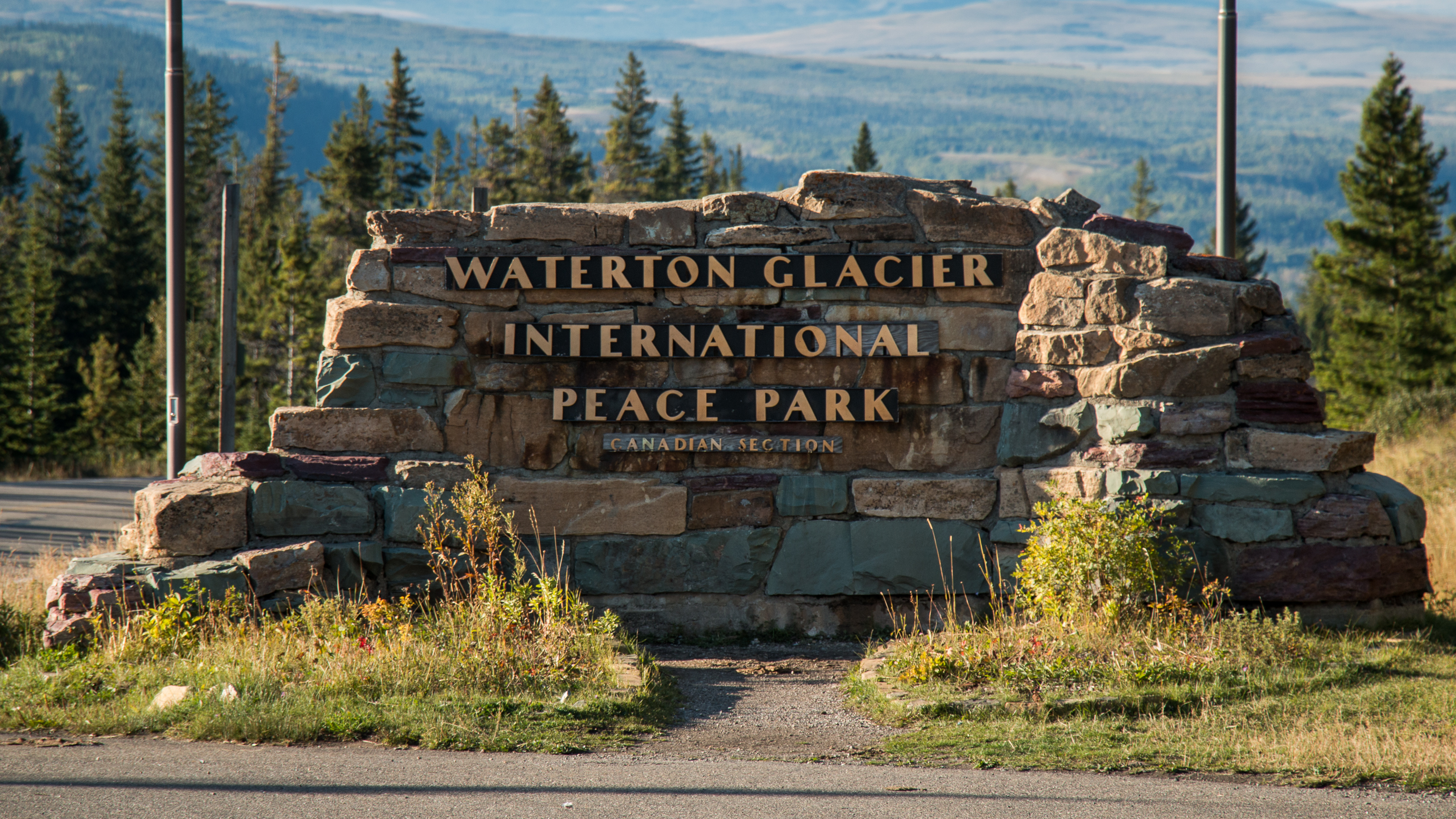
منتزه واترتون الجليدي الدولي للسلام
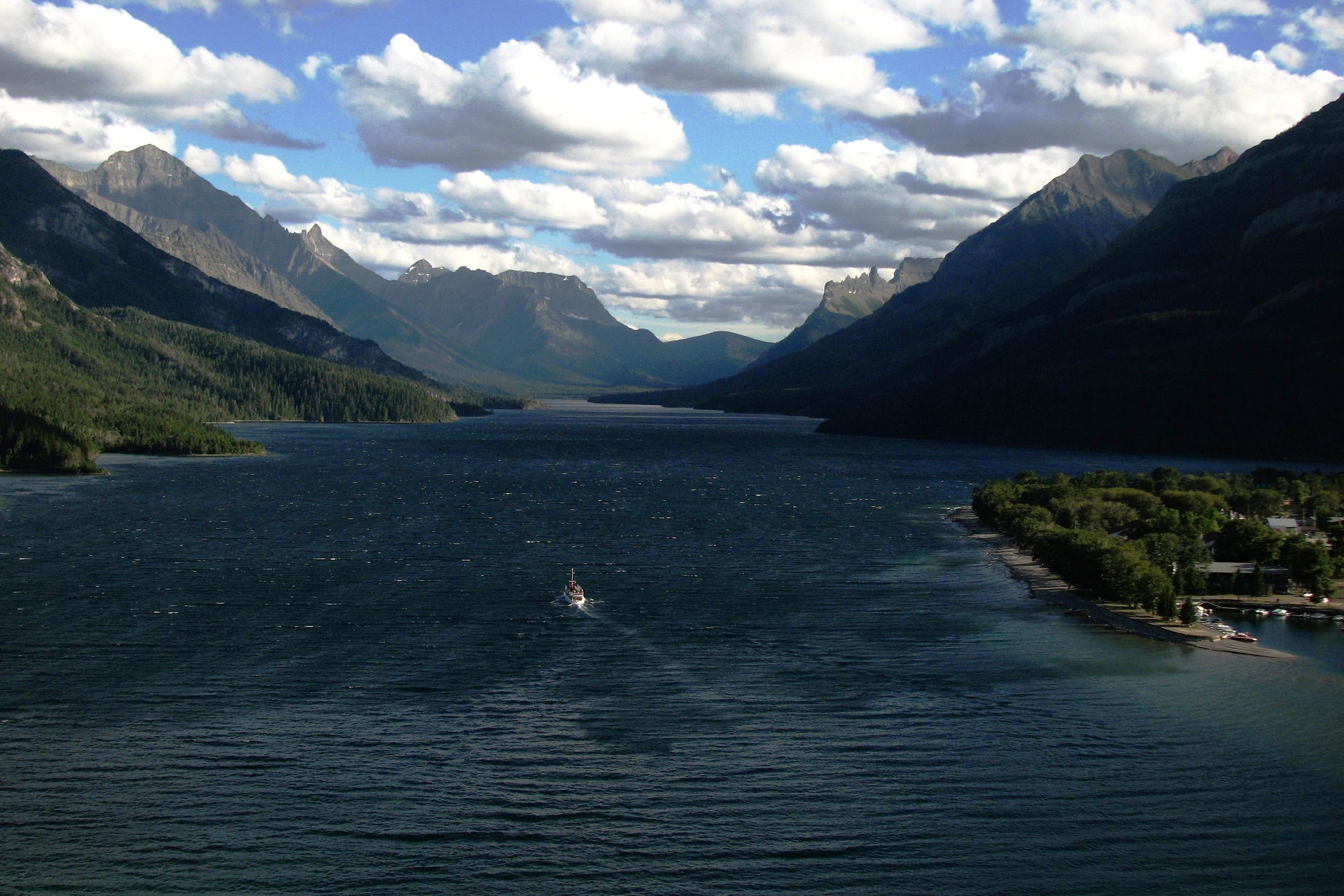
كندا_البرتا
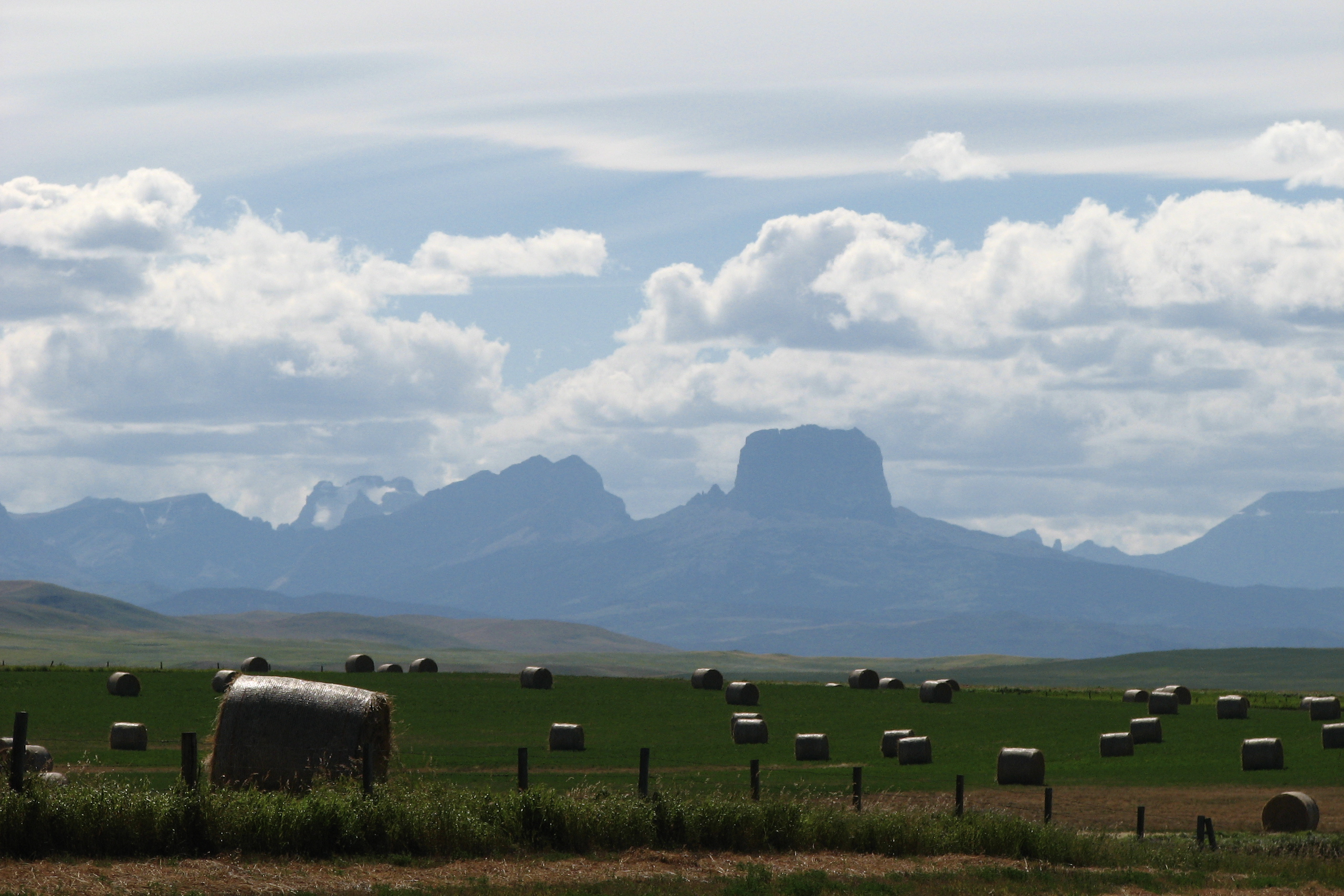
طريق الحديقة
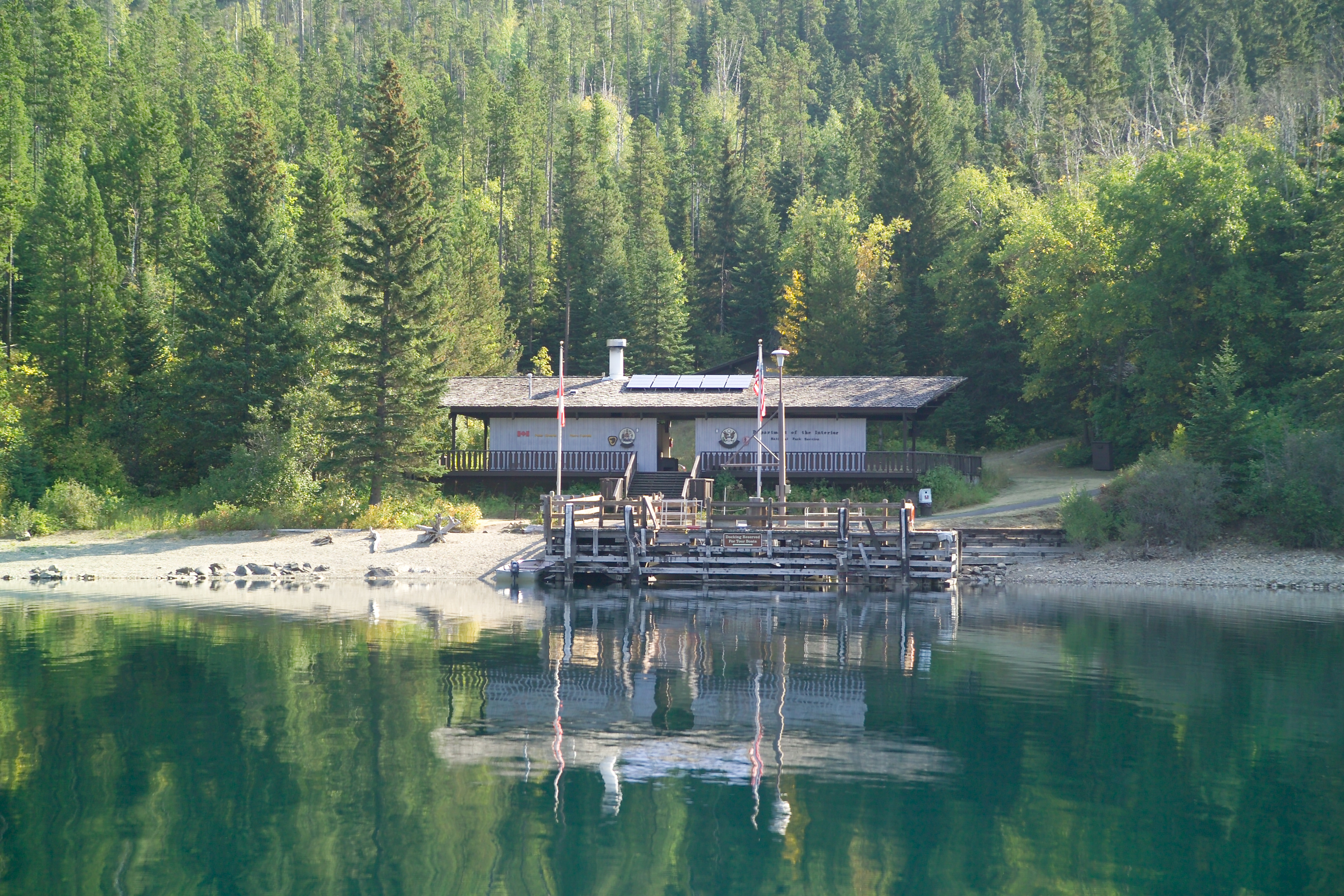
جناح السلام
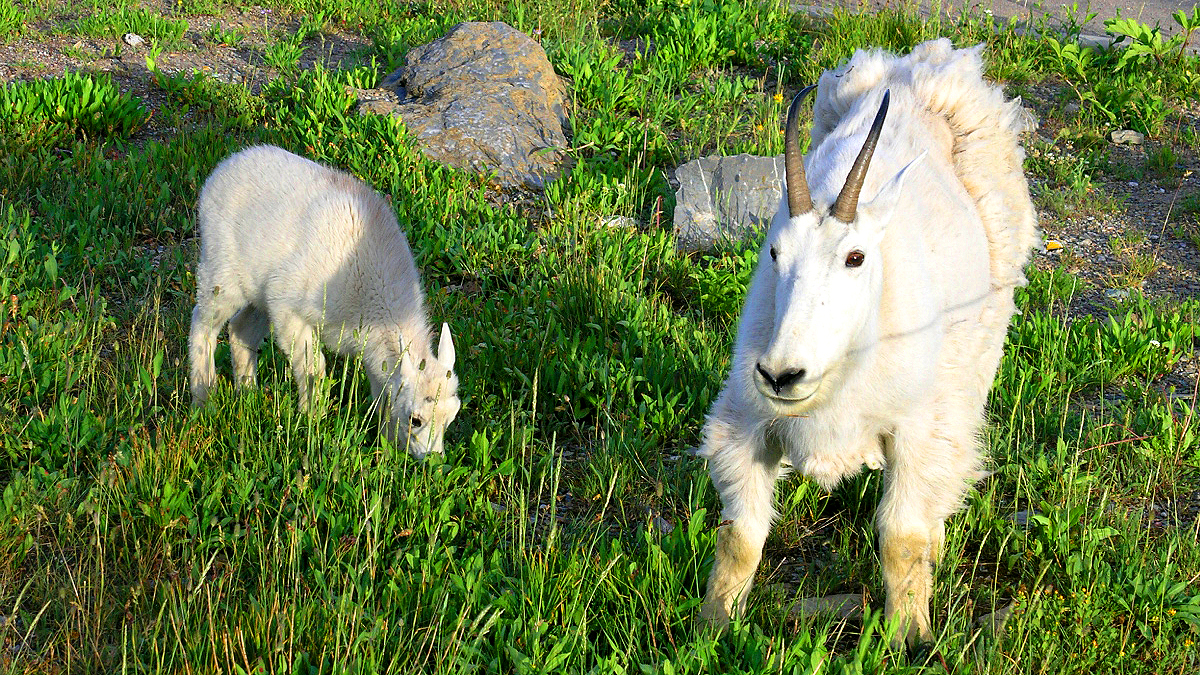
الماعز الجبلي في الحديقة الوطنية الجليدية